# Grito de Dolores
Il Grito de Dolores è considerato l'avvenimento che diede inizio alla Guerra d'indipendenza del Messico.
Nella mattinata del 16 settembre 1810, il curato di Dolores Hidalgo, Don Miguel Hidalgo y Costilla, accompagnato da Ignacio Allende e da Juan Aldama, radunò il popolo facendo suonare le campane a martello.
Una volta raccolta la popolazione davanti alla chiesa, Hidalgo, con in mano uno stendardo della Vergine di Guadalupe, pronunciò un emozionante sermone chiedendo ai suoi parrocchiani di ribellarsi all'autorità del viceré della Nuova Spagna, al termine del quale gridò:
«¡Viva la Virgen de Guadalupe!,
¡Viva la América española!,
¡viva Fernando VII!,
¡abajo el mal gobierno!»
A partire da quel momento, ebbe inizio la guerra d'indipendenza, che terminò il 27 settembre 1821 con la firma del Trattato delle Tre Garanzie, con il quale si consumava l'indipendenza del Messico dalla Spagna.
Attualmente, la campana che Hidalgo fece suonare per radunare la popolazione di Dolores si trova nella cornice più alta del balcone presidenziale nel Palazzo Nazionale di Città del Messico, in Piazza della Costituzione.
Il 15 settembre di ogni anno, il presidente del Messico la fa rintoccare nella commemorazione dell'indipendenza, pronunciando la stessa frase che nel 1810 gridò Miguel Hidalgo y Costilla — benché negli ultimi anni i presidenti abbiano aggiunto altre frasi, come «Viva la democrazia».
Durante il XIX secolo l'avvenimento era festeggiato il 16 settembre, ma Porfirio Díaz anticipò la celebrazione di un giorno perché coincidesse con il suo compleanno.
Il 16 settembre 1910, nel centenario dell'indipendenza del Messico, venne inaugurato, a Città del Messico, uno dei più celebri monumenti messicani: la Colonna dell'indipendenza, su proposta del presidente e dittatore del Messico Porfirio Díaz.